# Camaligan
Camaligan est une municipalité de la province de Camarines Sur, aux Philippines.
La ville abrite le plus ancien site précolonial connu de la région de Bicol, datant de 500 à 600 apr. J.-C., ce qui en fait un site archéologique non déclaré important.